# Província de Santiago (República Dominicana)
Santiago és una província de la República Dominicana. Està formada per 10 municipis sent la seva capital Santiago de los Caballeros. Es troba a la part nord-central, en la regió Cibao. Limita amb les províncies de Valverde al nord-oest, Puerto Plata al nord, Espaillat i La Vega a l'est, San Juan al sud i Santiago Rodríguez a l'oest.
Des del 20 de juny de 2006 està dividida en els següents municipis i districtes municipals:
- Baitoa[2]
- Jánico, districtes municipals: El Caimito i Juncalito
- Licey al Medio, districte municipal Las Palomas
- Puñal, districtes municipals: Canabacoa i Guayabal
- Sabana Iglésia, districtes municipals: Sabana Iglésia Abajo i Villa Bao
- Santiago de los Caballeros (ciutat capital), districtes municipals: Alto Bao, Hato del Yaque, La Canela, Pedro García i San Francisco de Jacagua
- San José de las Matas, districtes municipals: El Rubio, La Cuesta, Las Placetas, Las Manaclas i Diferencia
- Tamboril, districtes municipals: Canca La Piedra, Carlos Diaz, Amaceyes i Ceboruco
- Villa Bisonó, districte municipal: Navarrete
- Villa González, districtes municipals El Limón i Palmar Arriba

Llista dels municipis i els districtes municipals amb població segons estimació del 2014:.
| Nom                        | Població total | Població urbana | Població rural |
| -------------------------- | -------------- | --------------- | -------------- |
| Baitoa                     | 32.570         | 8.958           | 23.612         |
| Jánico                     | 58.521         | 24.362          | 34.159         |
| Licey al Medio             | 64.522         | 53.211          | 11.311         |
| Puñal                      | 77.562         | 74.188          | 3.374          |
| Sabana Iglésia             | 47.522         | 15.842          | 31.680         |
| San José de las Matas      | 68.212         | 35.900          | 32.312         |
| Santiago de los Caballeros | 1.000.087      | 733.109         | 266.978        |
| Tamboril                   | 79.522         | 14.700          | 64.822         |
| Villa Bisonó               | 55.523         | 29.039          | 26.484         |
| Villa González             | 59.321         | 29.927          | 29.394         |
| Total provincial           | 1.543.362      | 1.019.236       | 524.126        |